# فتحي تربل
فتحي تربل محامٍ ليبي، تولى قضية الدفاع عن الأهالي في مجزرة سجن أبو سليم التي ارتكبها نظام معمر القذافي في ليبيا عام 1996 وراح ضحيتها 1200 سجين.
قامت السلطات الليبية باعتقاله في 15 فبراير 2011 عشية الموعد المحدد لانطلاق الاحتجاجات الليبية في 17/2/2011 م (ثورة 17 فبراير) والتي اندلعت للإطاحة بالنظام الليبي، فكان اعتقاله بمثابة الشرارة التي ألهبت الثورة. أطلقت السلطات سراحه فجر اليوم التالي 16 فبراير 2011 م بعد خروج مظاهرات في بنغازي تندد باعتقاله.

## شهرته
نقطة التحول في حياة المحامي فتحي تربل هي عند توليه قضية مجزرة سجن بوسليم التي قتل فيها 1200 سجين بينهم أحد أشقائه وابن عمه وزوج شقيقته.
ويروي فتحي تربل قائلاً: «تمرد المعتقلون للمطالبة بشروط اعتقال أفضل وبمحاكمة عادلة وبالحق في تلقي زيارات»، مضيفا أن «هذا النظام القمعي والوحشي نفذ مجزرة بحقهم في ساعتين أو ثلاث ساعات وحاول طمس هذه الجريمة».
ومنذ ذلك الحين يتولى فتحي تربل الذي «اعتقل سبع مرات منها عندما كان طالبا» تمثيل مجموعة من عائلات بنغازي، خسرت افرادا أثناء المجزرة.

## المناصب التي تولاها
عُيِّن عضواً في المجلس الوطني الانتقالي الليبي الذي تشكل يوم الأحد 27/2/2011 م أثناء اندلاع ثورة 17 فبراير/شباط.

## اعتقاله عشية اندلاع ثورة 17 فبراير
يقول: «في 15 فبراير جاء عشرون من عناصر قوات الأمن مدججون بالسلاح إلى منزلي لتوقيفي، فانتشر الخبر بين عائلات الضحايا التي قررت التظاهر للمطالبة بالإفراج عني. اقتادوني إلى عبد الله السنوسي مسؤول الأمن الشخصي لمعمر القذافي والذي كان في بنغازي وقتها. كان عصبيا جدا وسألني ما هو هدفنا. أجبته (الحقيقة حول أبو سليم وإنزال العدالة)».
وقال «أدركت أن ما يريده هو منع قيام التظاهرة المقررة في 17 فبراير» بعد أيام قليلة من الإطاحة بالرئيس المصري حسني مبارك وقبله الرئيس التونسي زين العابدين بن علي.
ويتابع فتحي تربل الذي أطلق سراحه فجر السادس عشر من فبراير 2011 م: «عرضت عليه أن يدعني أخرج لأتكلم مع المتظاهرين لكنه قال لي أنهم إن أرادوا التظاهر، ففي وسع قوات الأمن منعهم وأنه لا يريد ان يجعل مني بطلا».

## معارضته لنظام معمر القذافي
من تصريحاته إبان ثورة 17 فبراير: «أريد أن يجلب أمام القضاء في محاكمة عادلة». ويضيف خلال لقاء مع صحفيين: «آمل من كل قلبي أن يتم اعتقال القذافي حيا، لكن إن لم يكن ذلك ممكنا(...)» وترك جملته عالقة ليشير بيده إلى قطع عنقه، موحيا بمصير قد يواجهه القذافي في حال قبض عليه.

## الجوائز
- جائزة لودفيك تريو الدولية، 2011[6]